# Diocesi di Verbe
La diocesi di Verbe (in latino: Dioecesis Verbiana) è una sede soppressa del patriarcato di Costantinopoli e una sede titolare della Chiesa cattolica.

## Storia
Verbe, identificabile con Zivint nell'odierna Turchia, è un'antica sede episcopale della provincia romana della Panfilia Seconda nella diocesi civile di Asia. Faceva parte del patriarcato di Costantinopoli ed era suffraganea dell'arcidiocesi di Perge.
La sede non è menzionata nell'Oriens christianus di Michel Le Quien. Nelle liste dei padri del concilio di Nicea del 325, tra i vescovi della Pamfilia è menzionato Zeuxios di Syarba, vescovado inesistente in Pamfilia o nelle province vicine. Alcuni autori hanno proposto di correggere Syarba con Berbé (Verbe); Le Quien, interpretando Syarba in modo diverso, attribuisce Zeuxios alla diocesi di Lirbe.
Zeuxios sarebbe anche l'unico vescovo conosciuto di questa diocesi, che tuttavia è documentata nelle Notitiae Episcopatuum del patriarcato di Costantinopoli fino al XII secolo.
Dal 1926 Verbe è annoverata tra le sedi vescovili titolari della Chiesa cattolica; dall'11 marzo 2022 il vescovo titolare è Rafic Nahra, vescovo ausiliare di Gerusalemme dei Latini.

## Cronotassi

### Vescovi greci
- Zeuxios † (menzionato nel 325)

### Vescovi titolari
- John Aloysius Coleman † (31 maggio 1929 - 15 luglio 1932 succeduto vescovo di Armidale)
- Emile Barthès † (16 agosto 1932 - 18 maggio 1939 deceduto)
- José de Jesús Manríquez y Zárate † (1º luglio 1939 - 28 giugno 1951 deceduto)
- Pietro Ossola † (1º dicembre 1951 - 25 agosto 1954 deceduto)
- Edmund Francis Gibbons † (10 novembre 1954 - 19 giugno 1964 deceduto)
- James Edward Michaels, S.S.C.M.E. † (15 febbraio 1966 - 21 settembre 2010 deceduto)
- Teodoro Mendes Tavares, C.S.Sp. (16 febbraio 2011 - 10 giugno 2015 nominato vescovo coadiutore di Ponta de Pedras)
- Pierbattista Pizzaballa, O.F.M. (24 giugno 2016 - 24 ottobre 2020 nominato patriarca di Gerusalemme dei Latini)
- Rafic Nahra, dall'11 marzo 2022